# هواینا کوتونی

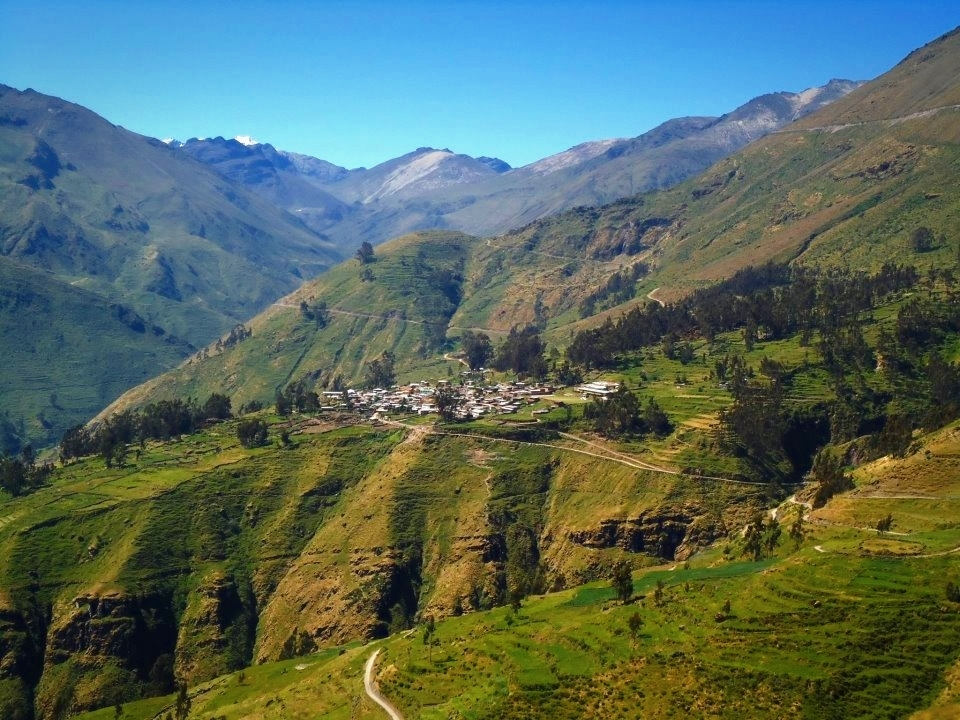
هواینا کوتونی

هواینا کوتونی (به اسپانیایی: Huayna Cotoni) یک کوه در پرو است که در Peru, Lima Region واقع شده‌است. هواینا کوتونی ۵٬۴۶۳ متر بالاتر از سطح دریا واقع شده‌است.